# Chapelle du Cœur
La chapelle du Cœur est une chapelle située à Ars-sur-Formans en France. Elle fut érigée en 1930, un an après la nomination par le pape Pie XI de Jean-Marie Vianney comme « patron des curés de l’univers ». Elle fait partie du sanctuaire d'Ars. Elle a été réalisée par les architectes Louis Mortamet et Gabriel Mortamet son père.

## Description
La chapelle du Cœur est le réceptacle de la relique du cœur de Jean-Marie Vianney. Le reliquaire est une représentation de la chapelle Notre-Dame de Fourvière. Les peintures intérieures ont été réalisées par le peintre Georges Décôte.

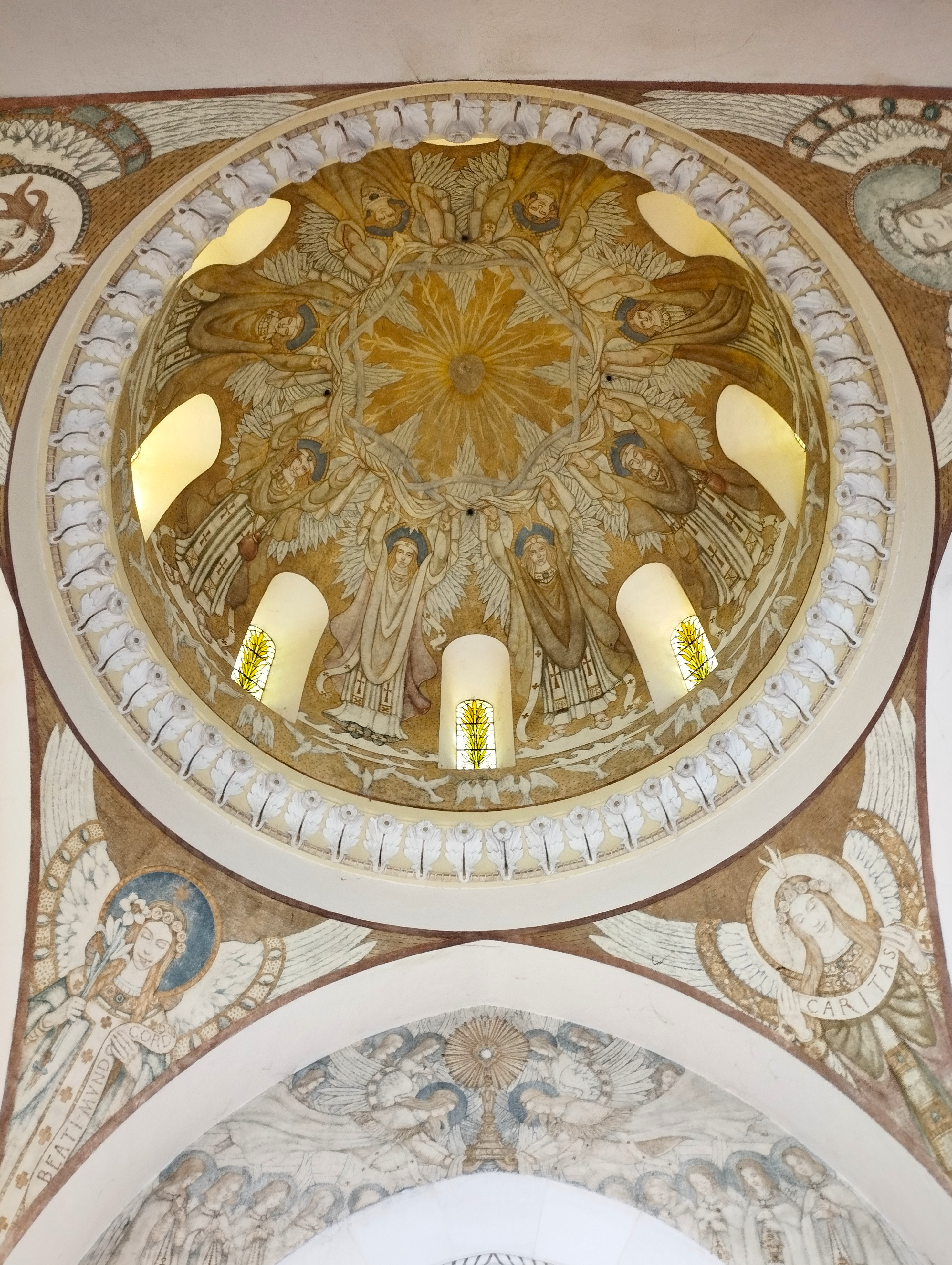
Intérieur dôme chapelle du Cœur.
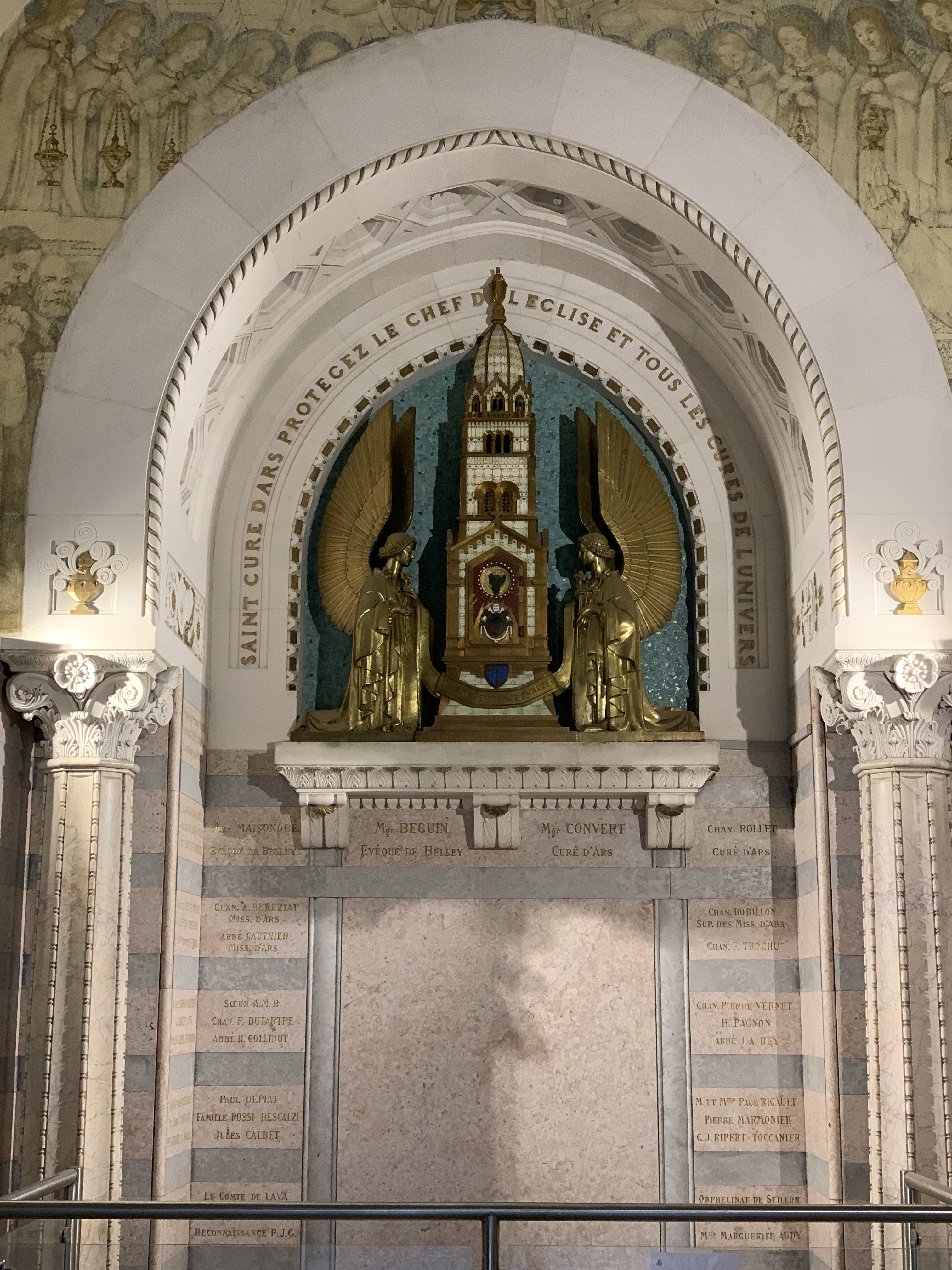
Reliquaire du cœur de Jean-Marie Vianney, dans la chapelle.
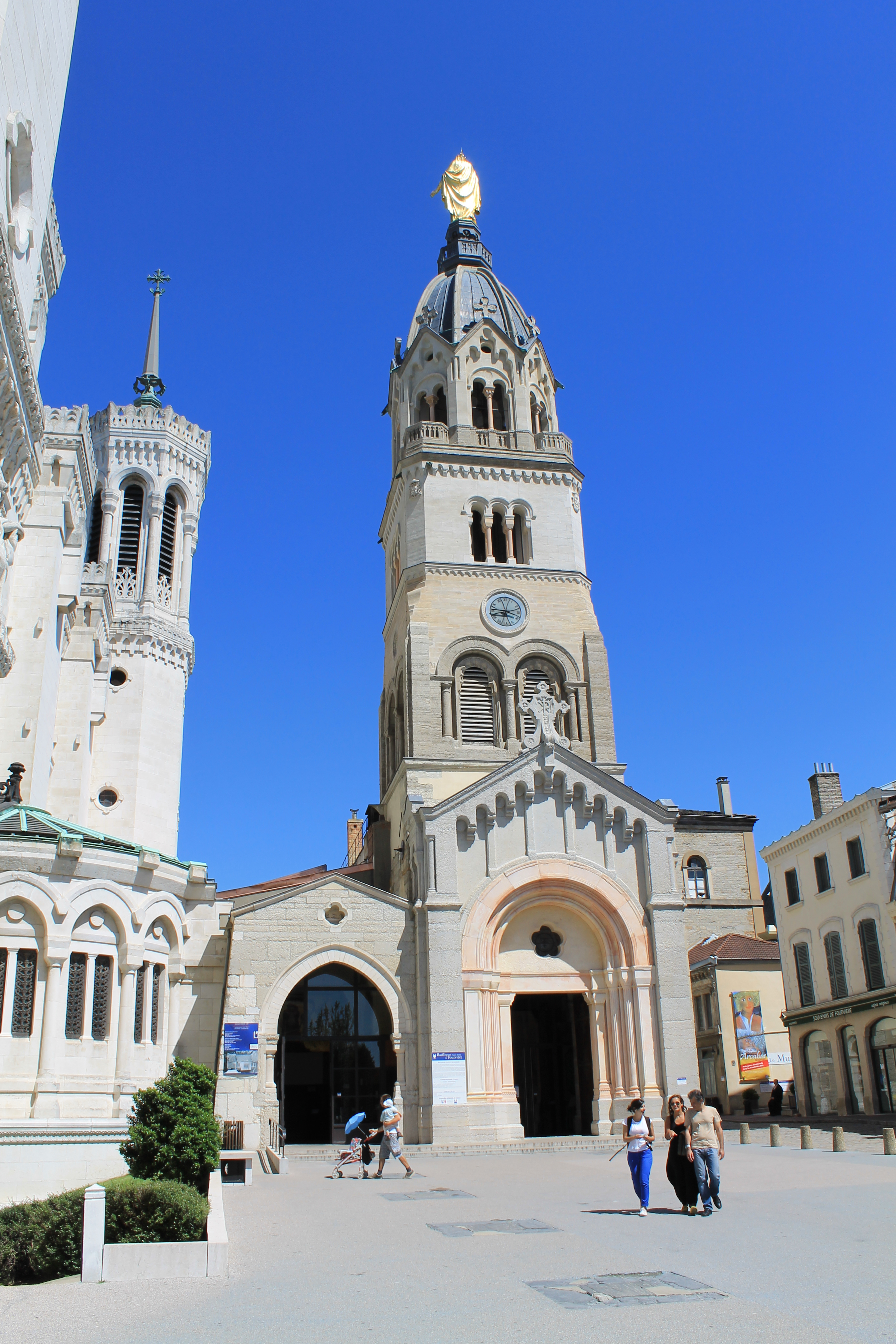
Chapelle de Fourvière à Lyon, représentée sur le reliquaire.